# ريتش بروكس
ريتش بروكس (بالإنجليزية: Rich Brooks)‏ هو لاعب كرة قدم أمريكية أمريكي، ولد في 20 أغسطس 1941 في Forest, California ‏ في الولايات المتحدة.

## وصلات خارجية
- ريتش بروكس على موقع إن إن دي بي (الإنجليزية)